# Meindert Klem
Meindert Klem (ur. 16 października 1987 r. w Amsterdamie) – holenderski wioślarz, reprezentant Holandii w wioślarskiej ósemce podczas Letnich Igrzysk Olimpijskich w Pekinie.

## Osiągnięcia
- Igrzyska Olimpijskie – Pekin 2008 – ósemka – 4. miejsce[1].
- Mistrzostwa Świata – Poznań 2009 – ósemka – 3. miejsce[1].
- Mistrzostwa Europy – Montemor-o-Velho 2010 – ósemka – 4. miejsce[1].